# HMS Rotherham (H09)
HMS Rotherham (H09) là một tàu khu trục lớp R của Hải quân Hoàng gia Anh Quốc trong Chiến tranh Thế giới thứ hai. Ngừng hoạt động sau khi chiến tranh kết thúc năm 1945, nó được bán cho Ấn Độ năm 1948 và tiếp tục phục vụ cùng Hải quân Ấn Độ như là chiếc INS Rajput (D141) cho đến năm 1976, khi nó bị tháo dỡ.

## Thiết kế và chế tạo
Được đặt hàng vào ngày 2 tháng 4 năm 1940 như một phần của Chương trình Khẩn cấp Chiến tranh thuộc Chi hạm đội Khẩn cấp 4, Rotherham được đặt lườn bởi xưởng tàu của hãng John Brown & Company ở Clydebank vào ngày 10 tháng 4 năm 1941. Nó được hạ thủy vào ngày 21 tháng 3 năm 1942, nhập biên chế cùng Hải quân Hoàng gia vào tháng 8 và hoàn tất vào ngày 27 tháng 8 năm 1942. Tên nó được đặt theo tên Hạm trưởng Edward Rotheram, người chỉ huy chiếc HMS Royal Sovereign trong Trận Trafalgar năm 1805. Rotherham được hoàn tất như một soái hạm khu trục, với dàn vũ khí được cắt giảm đôi chút, lấy chỗ cho nhân sự của ban tham mưu Chi hạm đội và chỗ làm việc tương ứng.

## Lịch sử hoạt động

### Thế Chiến II
Rotherham hoàn tất việc chạy thử máy vào tháng 8 năm 1942. Sau một giai đoạn huấn luyện tại Scapa Flow, nó được phân công phục vụ tại Đại Tây Dương, hộ tống các đoàn tàu vận tải đi lại giữa Freetown, Sierra Leone và Cape Town cùng Durban thuộc Nam Phi cho đến cuối năm. Từ tháng 2 năm 1944, nó được bố trí tại Ấn Độ Dương, và đến tháng 4 đã gia nhập Hạm đội Đông để tham gia các chiến dịch tấn công các căn cứ của Nhật Bản tại Sumatra và Java, cùng Azad Hind phe Quốc gia Ấn Độ tại quần đảo Andaman, hoạt động như tàu hộ tống cho các tàu sân bay và thiết giáp hạm. Vào tháng 10 năm 1944, nó lên đường đi Simon's Town để tái trang bị.
Vào đầu năm 1945, Rotherham được bố trí để ngăn chặn các tàu bè Nhật Bản chuyển chở hàng tiếp liệu và binh lính tăng cường cho lực lượng đồn trú tại quần đảo Andaman và Nicobar, cũng như hỗ trợ cho các hoạt động quân sự tại Miến Điện. Vào tháng 2, cùng với các tàu chị em Rapid, Rocket và Roebuck, nó tiến hành bắn phá đảo Coco Lớn, với hơn 1000 quả đạn pháo 4,7 inch được bắn từ bốn chiếc tàu khu trục. Sau đó nó tiến hành các nhiệm vụ tuần tra chống tàu và bắn phá bờ biển, và vào tháng 4 đã hỗ trợ cho cuộc đổ bộ của Đồng Minh gần Rangoon trong khuôn khổ Chiến dịch Dracula. Các nhiệm vụ hộ tống được tiếp nối cho đến khi Nhật Bản đầu hàng vào ngày 15 tháng 8 năm 1945.
Rotherham sau đó được bố trí trong Chiến dịch Zipper, cuộc tái chiếm Penang của Anh, và vào đầu tháng 9 trong Chiến dịch Tiderace, hộ tống một hạm đội do tàu tuần dương HMS Sussex dẫn đầu đi đến Singapore tiếp nhận sự đầu hàng của 77.000 binh lính Nhật tại đây. Bản thân vị chỉ huy của Rotherham đã tiếp nhận sự đầu hàng của 34.000 nhân sự thuộc Hải quân Đế quốc Nhật Bản tại Xưởng hải quân Singapore ở Sembawang, và để đánh dấu sự kiện này, lối ra vào chính của xưởng được đổi tên thành "Cổng Rotherham". Con tàu tiếp tục ở lại Singapore cho đến ngày 27 tháng 9, khi nó lên đường đi Trincomalee, rời khỏi đây vào ngày 2 tháng 10 để đi Portsmouth, nơi nó được cho xuất biên chế và đưa về lực lượng dự bị.

### Chuyển cho Hải quân Ấn Độ
Rotherham được bán cho Ấn Độ vào năm 1948, và được chính thức chuyển giao cho Hải quân Ấn Độ vào ngày 27 tháng 7 năm 1949 như là chiếc INS Rajput (D141). Nó đã tham gia hoạt động trong cuộc Chiến tranh Ấn Độ-Pakistan 1971, đã đánh chìm tàu ngầm PNS Ghazi của Hải quân Pakistan bằng mìn sâu. Nó tiếp tục phục vụ cho đến năm 1976, khi nó được đưa vào danh sách loại bỏ, và bị tháo dỡ sau đó.